# Кріоскопічна константа
Кріоскопі́чна конста́нта (рос. криоскопическая постоянная, англ. cryoscopic constant) — величина Kc , яка є кількісною характеристикою розчинника і описує пониження його температури замерзання при розчиненні в ньому інших речовин (1 моль у 1000 г розчинника).
Визначається за формулою:
Kc = RT2M/ΔH,
де Т — температура замерзання розчинника під тиском 1,105 Па, ΔH — мольна ентальпія топлення (теплота топлення) розчинника при цій температурі, М — молярна маса розчинника.
Величина цієї сталої не залежить від природи розчиненого.